# Казе Фаваро (Венеција)
Казе Фаваро (итал. Case Favaro) је насеље у Италији у округу Венеција, региону Венето.
Према процени из 2011. у насељу је живело 38 становника. Насеље се налази на надморској висини од 15 м.